# Metro-Goldwyn-Mayer
Metro-Goldwyn-Mayer oz. MGM je ameriško filmsko podjetje, ki se primarno ukvarja z produkcijo in distribucijo filmov ter televizijskih programov. Leta 1924 ga je ustanovil gledališki magnat in poslovnež Marcus Loew, ki je kupil že prej ustanovljena filmska studia Metro Pictures (ustanovljen 1916) in Goldwyn Pictures (ustanovljen 1917). Njuna imena je preprosto združil v eno ime. Od obdobja nemega filma do konca druge svetovne vojne je bil naprestižnejši in najpomembnejši filmski studio na svetu. Skupaj s Columbia Pictures je peti najstarejši studio v zgodovini filma.
Studio ima trenutno precejšnje finančne težave, zaradi česar so med drugim prodali pravice za distribucijo filmov Hobbit izven ZDA.

## Risanke
- Flip the Frog (1930)
- Willie Whopper (1933)
- Happy Harmonies (1934)
- Captain & The Kids (1938)
- Count Screwloose & J.R. The Wonder Dog (1939)
- Medved Barney (1939)
- Tom & Jerry (1940)
- Droopy (1943)
- Screwy Squirrel (1944)
- George & Junior (1946)
- Spike (1949)
- Spike & Tyke (1957)

## Filmografija
- Seznam filmov Metro-Goldwyn-Mayer